# Magtens sødme
Magtens sødme (eng: The Last Tycoon) er en amerikansk dramafilm fra 1976, baseret på F. Scott Fitzgeralds roman Den sidste mogul og instrueret af Elia Kazan efter manuskript af den senere Nobelprismodtager Harold Pinter, samt produceret af Sam Spiegel. Filmen har Robert De Niro i hovedrolle som den tragiske filmproducer Monroe Stahr, baseret på Irving Thalberg. Udover De Niro medvirker Robert Mitchum, Jack Nicholson og Tony Curtis.
Filmen blev nomineret til en Oscar for bedste scenografi, men blev ellers ikke modtaget positivt af anmelderne.

## Medvirkende
- Robert De Niro – Monroe Stahr
- Tony Curtis – Rodriguez
- Robert Mitchum – Pat Brady
- Jeanne Moreau – Didi
- Jack Nicholson – Brimmer
- Donald Pleasence – Boxley
- Ray Milland – Fleishacker
- Dana Andrews – Red Ridingwood
- Ingrid Boulting – Kathleen Moore
- Peter Strauss – Wylie
- Theresa Russell – Cecilia Brady
- Tige Andrews – Popolos
- Morgan Farley – Marcus
- John Carradine – Tourguide
- Jeff Corey – Doktor

## Ekstern henvisning
- Magtens sødme på Internet Movie Database (engelsk)
- Magtens sødme på Scope
- Magtens sødme i Svensk Filmdatabas (svensk)
- Magtens sødme på AlloCiné (fransk)
- Magtens sødme på MovieMeter (nederlandsk)
- Magtens sødme på AllMovie (engelsk)
- Magtens sødme hos American Film Institute (engelsk)
- Magtens sødmes profil hos Encyclopædia Britannica Online (engelsk)
- Magtens sødme på Turner Classic Movies (engelsk)
- Magtens sødme på The Movie Database (engelsk)